# (Nie)rasstralanaja paezija
(Nie)rasstralanaja paezija (biał. (Не)расстраляная паэзія, pol. (Nie)rozstrzelana poezja) – okolicznościowa składanka utworów białoruskich wykonawców, wydana 27 października 2017 roku. Płyta jest częścią projektu portalu TuzinFM, upamiętniającego poetów rozstrzelanych przez NKWD z rozkazu sowieckich władz w nocy z 29 na 30 października 1937 roku. Oprócz albumu muzycznego, zawierającego piosenki do słów wierszy poetów, wydane zostały „milczące księgi” zawierające podobizny i cytaty zamordowanych literatów, natomiast w październiku 2017 roku zorganizowane zostały otwarte lekcje, w ramach których eksperci przedstawiali życiorysy poetów. Koncertowa premiera składanki odbyła się w Mińsku 29 października 2017 roku, w 80. rocznicę tragicznych wydarzeń. 16 listopada 2017 roku białorusko-izraelsko-francuski projekt N.O.I.R./Stern zaprezentował singel „Wosień”, będący kontynuacją projektu.
Realizację projektu i wydanie albumu poprzedziła zbiórka crowdfundingowa na portalu Talaka.org.

## Lista utworów
| Nr  | Tytuł utworu                 | Oryginalna pisownia tytułu | Wykonawca                                | Autor słów         | Długość |
| --- | ---------------------------- | -------------------------- | ---------------------------------------- | ------------------ | ------- |
| 1.  | „Ja ciabie pakachau”         | «Я цябе пакахаў»           | Akute                                    | Anatol Wolny       | 3:20    |
| 2.  | „Nastroi”                    | «Настроі»                  | Vuraj                                    | Jurka Lawonny      | 4:56    |
| 3.  | „Buduczynia”                 | «Будучыня»                 | Źmicier Wajciuszkiewicz                  | Uładzisłau Hałubok | 3:45    |
| 4.  | „Ty pomnisz”                 | «Ты помніш»                | Lawon Wolski                             | Juli Taubin        | 3:24    |
| 5.  | „Metrapaliten”               | «Мэтрапалітэн»             | Vinsent                                  | Ziama Piwawarau    | 5:06    |
| 6.  | „Buntar”                     | «Бунтар»                   | Dzieciuki                                | Michaś Czarot      | 2:51    |
| 7.  | „Asypaje czerwień bieły sad” | «Асыпае чэрвень белы сад»  | Kaciaryna Wadanosawa i Fantasy Orchestra | Aleś Dudar         | 5:58    |
| 8.  | „Hultaj”                     | «Гультай»                  | Pawieł Arakielan                         | Mosze Kulbak       | 2:34    |
| 9.  | „Pra czornyja woczy”         | «Пра чорныя вочы»          | Re1ikt                                   | Michaś Zarecki     | 4:08    |
| 10. | „Adyjszouszym”               | «Адыйшоўшым»               | Naka                                     | Walery Marakou     | 2:47    |
| 11. | „Imczy, ciahnik”             | «Імчы, цягнік»             | TonqiXod                                 | Todar Klasztorny   | 4:41    |
| 12. | „U szerym zmroku”            | «У шэрым змроку»           | Swiatłana Bień                           | Izi Charyk         | 5:15    |
|     |                              |                            |                                          |                    | 48:45   |

| Bonusowy utwór | Bonusowy utwór | Bonusowy utwór             | Bonusowy utwór | Bonusowy utwór | Bonusowy utwór |
| Nr             | Tytuł utworu   | Oryginalna pisownia tytułu | Wykonawca      | Autor słów     | Długość        |
| -------------- | -------------- | -------------------------- | -------------- | -------------- | -------------- |
| 1.             | „Wosień”       | «Восень»                   | N.O.I.R./Stern | Ciszka Hartny  | 3:30           |